# Pheidole cerebrosior
Pheidole cerebrosior är en myrart som beskrevs av Wheeler 1915. Pheidole cerebrosior ingår i släktet Pheidole och familjen myror. Inga underarter finns listade i Catalogue of Life.

## Bildgalleri

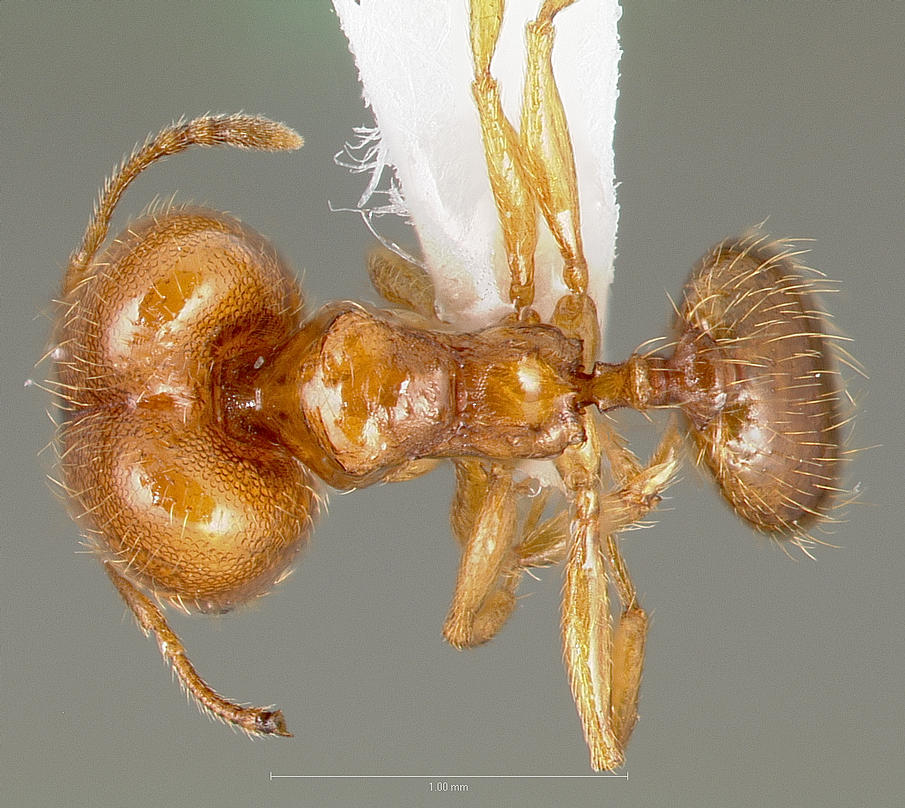
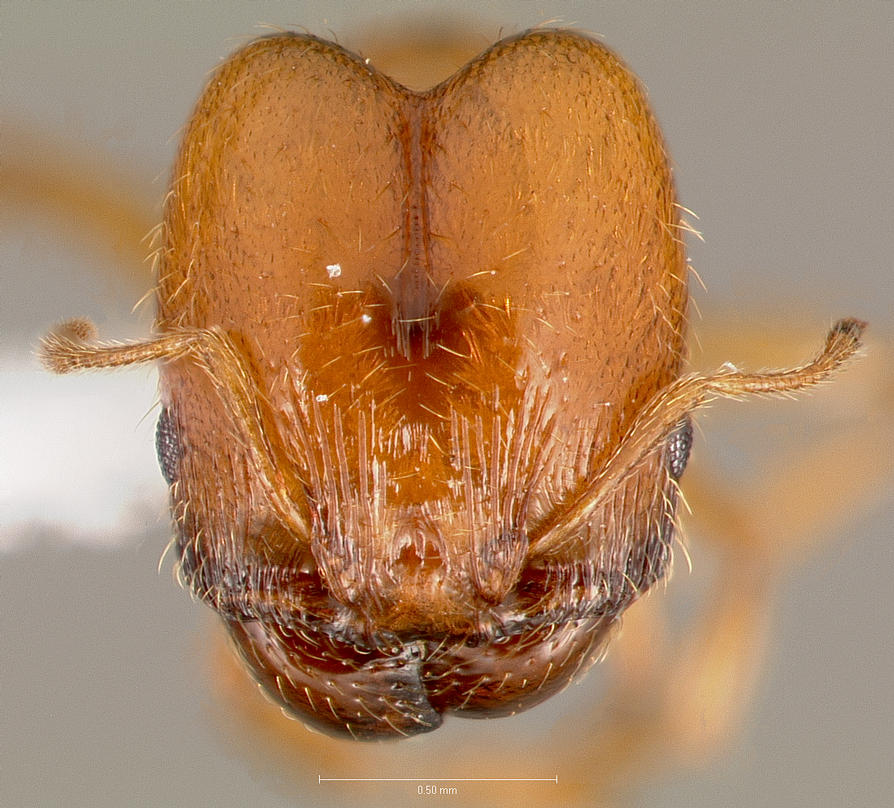
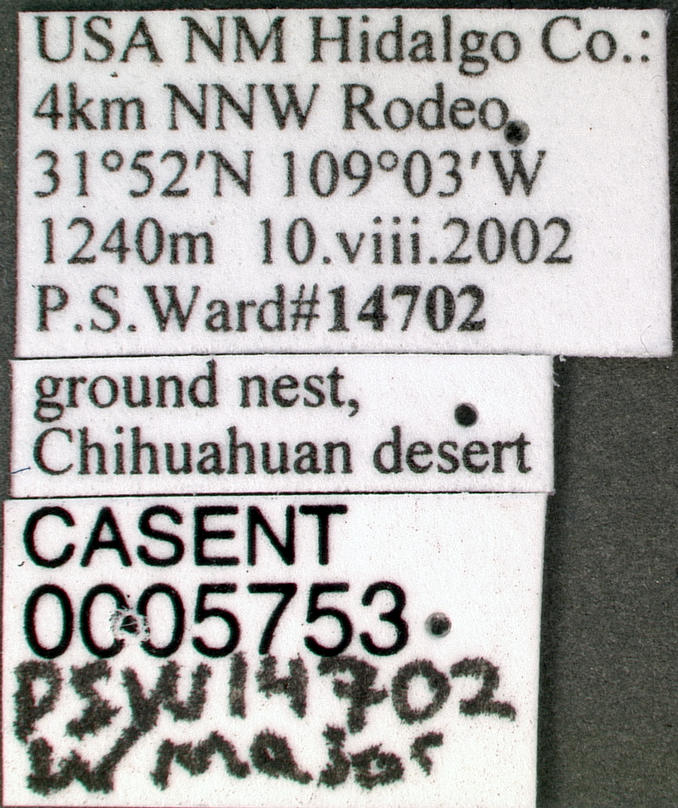
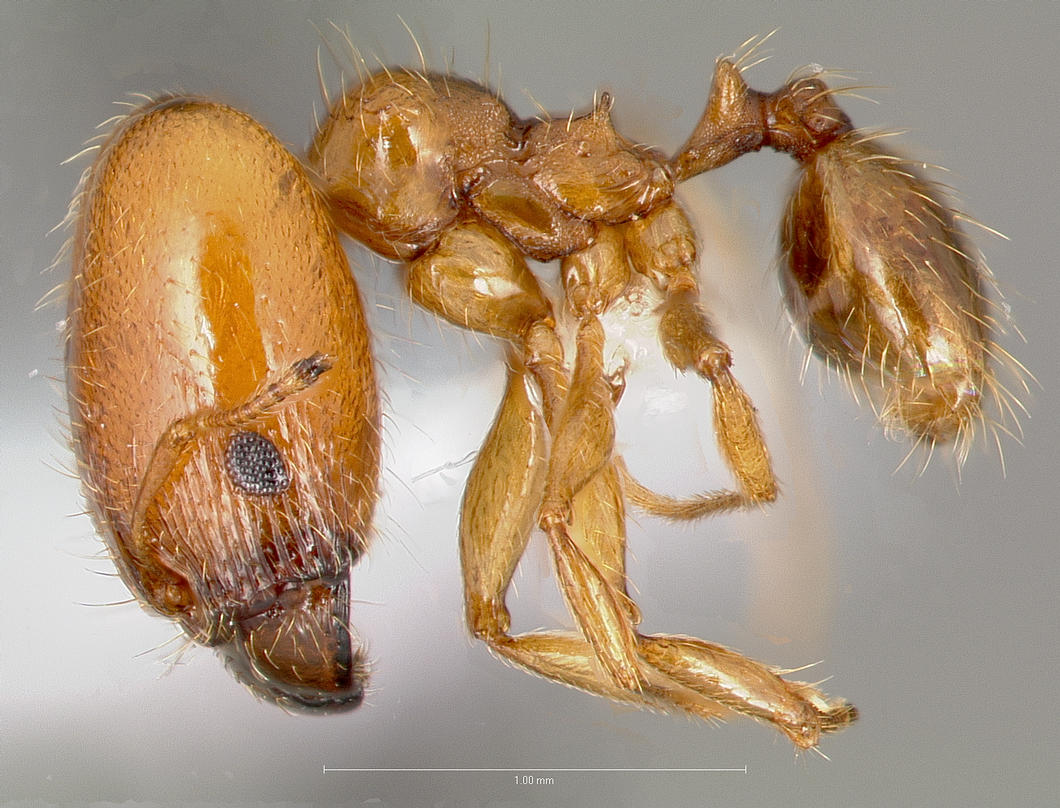
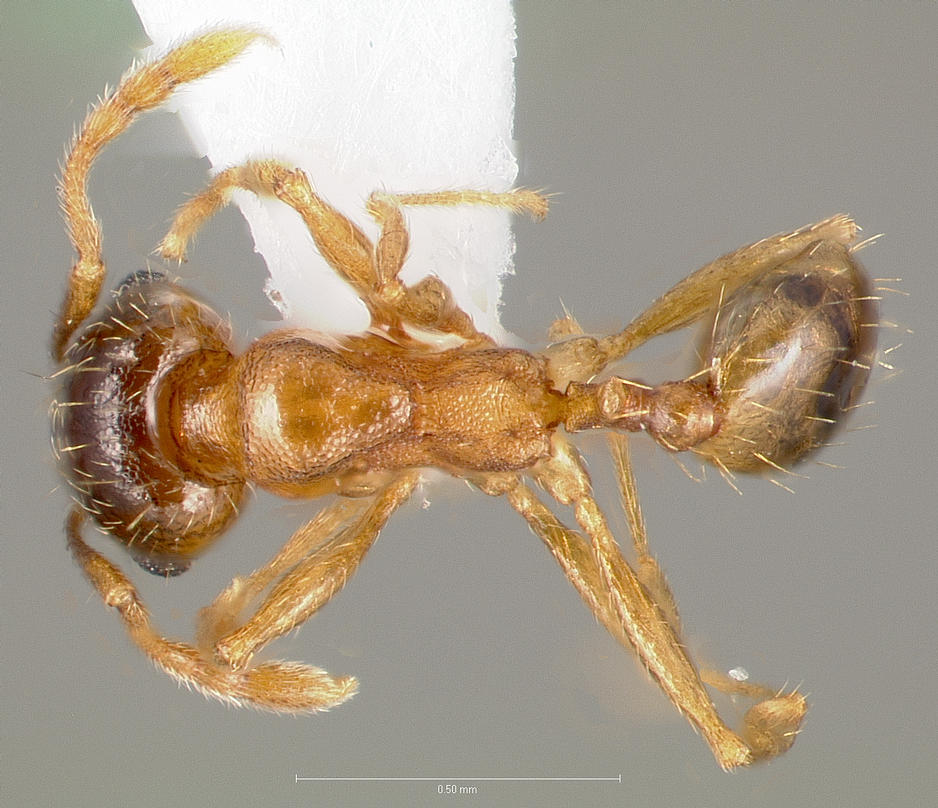
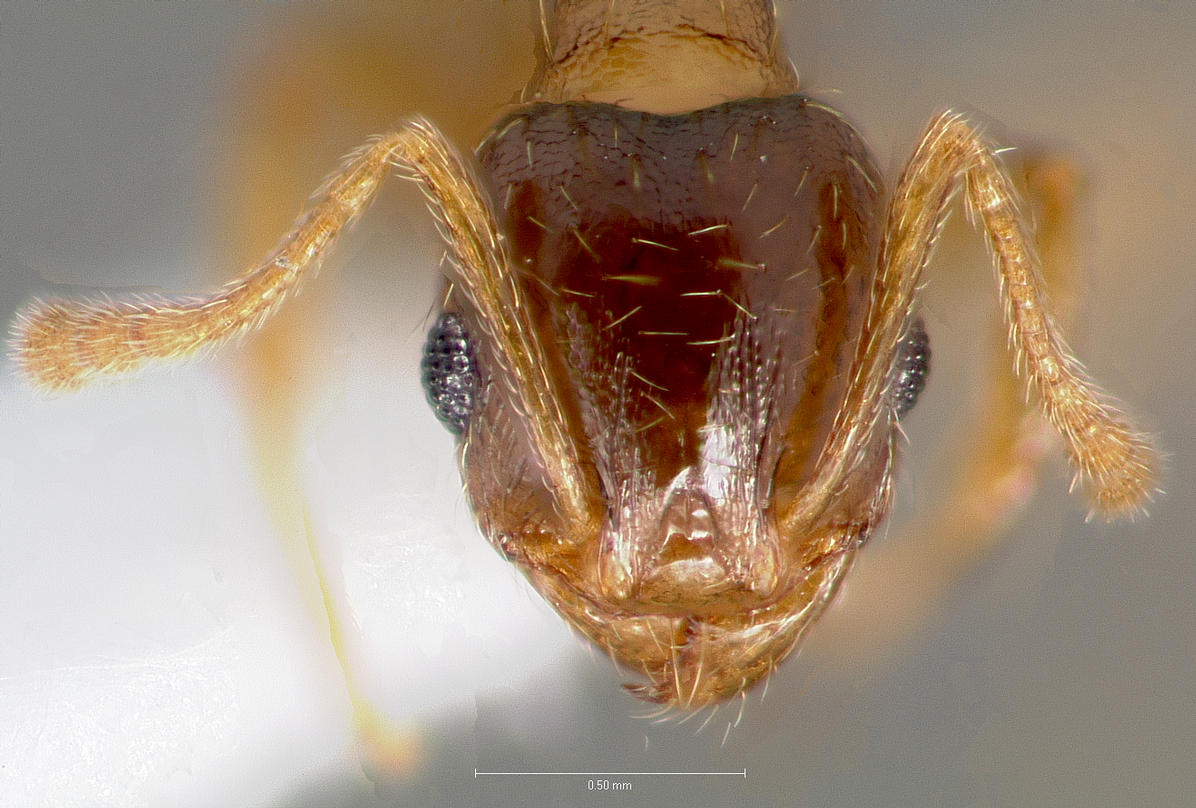